# Stazione di Sakuranomiya
La stazione di Sakuranomiya (桜ノ宮駅?, Sakuranomiya-eki) è una delle stazioni della Linea Circolare di Ōsaka in Giappone.

## Linee

### Treni
- JR West
  - Linea Circolare di Ōsaka